# Bình Kiều
Bình Kiều là một xã thuộc huyện Khoái Châu, tỉnh Hưng Yên, Việt Nam.

## Địa lý
Xã Bình Kiều nằm phía nam huyện Khoái Châu, có vị trí địa lý:
- Phía đông giáp thị trấn Khoái Châu
- Phía tây giáp xã Đông Kết và Liên Khê
- Phía nam xã Phùng Hưng
- Phía bắc giáp xã Hàm Tử và xã An Vĩ.

Xã Bình Kiều có diện tích 4,16 km², dân số năm 2019 là 6.694 người, mật độ dân số đạt 1.608 người/km²

## Hành chính
Xã Bình Kiều được chia thành 4 thôn: An Cảnh, Bình Kiều, Ninh Vũ, Phú Hòa.

## Lịch sử
Trước đây, Bình Kiều là một xã thuộc huyện Châu Giang cũ.
Ngày 24 tháng 7 năm 1999, Chính phủ ban hành Nghị định số 60/1999/NĐ-CP về việc chuyển xã Bình Kiều thuộc huyện Châu Giang cũ chuyển về huyện Khoái Châu mới tái lập quản lý.
Từ ngày 1 tháng 12 năm 2024, xã Bình Kiều được sáp nhập vào thị trấn Khoái Châu. 